# Formació permanent
La formació permanent (lifelong learning, en anglès) és la recerca continuada, voluntària i automotivada de coneixement per raons personals o professionals. Per tant, no augmenta només la inclusió social, la ciutadania activa i el desenvolupament personal sinó també l'autosostenibilitat, així com la competitivitat i l'ocupabilitat.
Evolucionat del terme "estudiants de tota la vida", creat per Leslie Watkins i utilitzat pel professor Clint Taylor (CSULA) i el superintendent de la declaració de missió del Districte Unificat de Temple City el 1993, el terme reconeix que l'aprenentatge no es limita a la infància ni a l'aula sinó que té lloc al llarg de la vida i en una sèrie de situacions. Allen Tough (1979), educador i investigador canadenc, afirma que gairebé el 70% dels projectes d'aprenentatge estan planificats.
Durant els últims cinquanta anys la innovació i el canvi científic i tecnològic constants han tingut efectes profunds sobre com s'entén l'aprenentatge. L'aprenentatge ja no es pot dividir en un lloc i un temps per adquirir coneixements (escola) i un lloc i una hora per aplicar els coneixements adquirits (el lloc de feina); [4] al contrari, l'aprenentatge es pot veure com una cosa que es desenvolupa de forma contínua a partir de les nostres interaccions diàries amb els altres i amb el món que ens envolta. Pot crear i transformar-se en forma d'aprenentatge formal o d'aprenentatge informal o d'aprenentatge autodirigit.

## Història
Els canvis constants que ens han portat les noves tecnologies en la societat del coneixement fan possible nous avançaments científics i això obliga als ciutadans i als governs a trobar eines i recursos per no quedar-se enrere en el nou paradigma digital.
El sistema educatiu ha d'oferir possibles solucions i oportunitats d'aprenentatge permanent en els diversos àmbits de la societat: personal, econòmic, social. Es necessita un nou plantejament formatiu per afavorir un aprenentatge permanent al llarg de la vida, la solució és aconseguir un tipus de formació composta per uns coneixements sòlids, que ajudin als alumnes a solucionar els problemes i a saber aprendre per assimilar nous coneixements per ells mateixos.

## Interrelacions entre alfabetització informacional i aprenentatge permanent
Combinant aquests dos conceptes, es poden obtenir diverses habilitats que ajudaran als individus i grups a ser capaços d'aprendre a aprendre, com més alfabetitzats informacionalment estiguin i més dedicació aprendre dediquin, més comprensió tindran per processar nous coneixements especialment si ho practiquen al llarg del temps.

## Teories de l'aprenentatge
Per construir una bona teoria és fonamental recolzar-se en el camp de la psicologia cognitiva i estudis de camp en l'educació constructivista, aquestes seran utilitzades per sistemes educatius, per oferir diferents eines i habilitats als docents perquè aquests transmetin els seus coneixements als diversos sectors de la societat. Per tant, han de ser capaços, com formadors i/o docents, de diferenciar als diversos alumnes per poder guiar-los en el seu aprenentatge.

### Enfocament conductista
Segons l'enfocament conductista, alguns principals conceptes són el condicionament de l'aprenentatge, basat en el que es fa i no en el que es pensa.

### Enfocament constructivista
Segons l'enfocament constructivista, la construcció del coneixement (Bruner, 1962) es basa en les experiències i pràctiques dels individus, per aconseguir resoldre els problemes que van sorgint al llarg de la vida, l'aprenentatge es va construint sobre la base dels coneixements i habilitats inicials que anem adquirint d'ençà que naixem.